# Енбекші
Енбекші́ (рос. Энбекши) — селище у складі Адамовського району Оренбурзької області, Росія.

## Населення
Населення — 317 осіб (2010; 459 у 2002).
Національний склад (станом на 2002 рік):
- казахи — 94 %